# シュガー佐藤 (漫画家)
シュガー佐藤（シュガーさとう、1953年4月28日 - ）は、日本の漫画家。宮城県登米郡中田町（現：登米市）出身。別名義：佐藤 利夫（さとう としお）、グロテスク佐藤。

## 略歴
子供の頃より漫画を愛好しており、特に同郷の石森章太郎に憧れを抱いていた。
1971年、アシスタントを志望して石森の実家を訪れ、応対した石森の父の取次により石森からの内諾を得て上京し、石森プロに入社した。当初はアシスタントの数が足りていたため、石森の義弟が営むレストランで出前持ちのアルバイトを務めた後、同年末に『原始少年リュウ』からアシスタントに加わった。
1973年、『イナズマン』のコミカライズ（『小学二年生』連載、佐藤利夫名義）でデビュー。その後、『ゴトンゴトン』（グロテスク佐藤名義）が第1回小学館新人コミック大賞一般コミック部門で入選したのをきっかけに独立する。
1978年、はしもといわおとの共同作品『正月休みと仲間たち』で第9回赤塚賞に準入選。

## 作品リスト
- イナズマン（原作：石ノ森章太郎、小学二年生1973年9月号 - 1974年9月号 連載）
- サイボーグ009（原作：石ノ森章太郎、てれびくん 1979年連載）
- サイボーグ009 超銀河伝説（原作：石ノ森章太郎）
- 電子戦隊デンジマン（てれびくん 連載）
- 太陽戦隊サンバルカン（てれびくん 連載）
- ウルトラマン80（小学二年生1980年10月号付録）
- ロボット8ちゃん（原作：石ノ森章太郎、冒険王1981年 - 1982年 連載）
- バッテンロボ丸（原作：石ノ森章太郎、冒険王1982年-1983年→TVアニメマガジン1983年 連載）
- ペットントン（原作：石ノ森章太郎、TVアニメマガジン1983年 -1984年 連載）
- スーパーギャグヒーロー バイクロッサーくん（原作：石ノ森章太郎、テレビマガジン1985年2月号 - 10月号 連載）
- ドテラマン（コミックボンボン1986年10月号 - 1987年3月号）
- 秘伝忍法帳（コミックボンボン1987年6月号 - 1989年4月号）
- 仮面ライダーBLACK（原作：石ノ森章太郎、テレビランド1987年11月号 - 1988年10月号 連載）
- 仮面ライダーBLACK RX（原作：石ノ森章太郎、テレビランド1988年11月号 - 1989年11月号 連載）
- 時空英雄 仮面ライダー（原作：石ノ森章太郎、テレビランド1989年12月号 - 1991年1月号 連載）
- 新・日本経済入門—マンガで21世紀の経済がわかる!! （石森プロ、脚本：夏緑、監修：浅井隆）
  - 最新・日本経済入門—大インフレがやってくる!（石森プロ、脚本：夏緑、監修：太田春雄）
- HOTEL ミレニアム・サービス編（原作：石ノ森章太郎）
- 蝙蝠を撃て!（原作：雁屋哲）
- マンガ日本人と天皇（原作：雁屋哲）
- タロ・ジロは生きていた 南極物語（構成：石ノ森章太郎）
- 家畜人ヤプー（原作：沼正三、監修：石ノ森章太郎）
- 三国志（原作：吉川英治、シナリオ：竹川弘太郎）
- 週刊マンガ日本史 第3号 中大兄皇子（朝日新聞出版）
- コミック版世界の伝記 24 石ノ森章太郎（監修：石森プロ）（ポプラ社）
- サイボーグ009 完結編 conclusion GOD’S WAR（石森プロと連名、クラブサンデー2012年 -  2014年）- 第10話から担当（第9話までは早瀬マサト）
- マンガ日本と世界の経済入門（監修：山田真哉）